# スクィーズ (X-ファイルのエピソード)
「スクィーズ」（原題：Squeeze）は『X-ファイル』のシーズン1第3話で、1993年9月24日にFOXが初めて放送した。なお、同シーズンの第21話「続 スクィーズ」は本エピソードの続編となる作品である。

## スタッフ
- 監督：ハリー・ロングストリート
- 脚本：グレン・モーガン、ジェームズ・ウォン

## キャスト

### レギュラー
- デイヴィッド・ドゥカヴニー - フォックス・モルダー特別捜査官
- ジリアン・アンダーソン - ダナ・スカリー特別捜査官

### ゲスト
- ダグ・ハッチソン - ユジーン・ヴィクター・トゥームス
- テレンス・ケリー - ジョージ・アッシャー
- ケヴィン・マクナルティ - フラー
- ドナル・ローグ - トム・コルトン捜査官
- ヘンリー・ベックマン - フランク・ブリッグス元刑事

## ストーリー
メリーランド州ボルティモアのビジネスマンのジョージ・アッシャーは自らのオフィスに入った。その様子を排気口から覗いていた人物は、エレベーターシャフトを通ってビルの換気システムに侵入し、アッシャーを殺した。発見されたアッシャーの死体からは肝臓がなくなっており、同様の事件は過去に2度も起きていた。
アッシャーの事件を担当することになったFBIのトム・コルトン捜査官は、アカデミー時代の同僚であるダナ・スカリーに協力を求めた。コルトンは3件の殺人事件における共通点が「犯人によって素手で肝臓を摘出された」ことしかないため、どのように捜査を進めるべきか苦慮していた。コルトンの話を聞いたモルダーは1933年と1963年にも同様の手口による殺人事件があったことを思い出す。殺人現場で、モルダーは通風孔にやたらと長い指紋が付着していることに気が付いた。その指紋は1963年の事件現場で検出されたものであった。モルダーは過去2回の連続殺人事件では5人が殺されていることから、後2人が殺されることになると予想した。
スカリーは犯人が殺人を犯した現場に戻ってくると考え、モルダーと一緒にアッシャーのオフィスが入っているビルの駐車場で張り込みをした。すると、ユジーン・ヴィクター・トゥームスと名乗る男が通風孔を上ってきたため、2人は彼の身柄を確保した。トゥームスは嘘発見器にかけられた。モルダーは検査の設問の中に1903年、1933年、1963年の事件に関する質問を入れた。しかし、トゥームスは難なく検査を通過した。モルダーの行為に呆れたコルトンはトゥームスを釈放してしまう。そこで、モルダーはトゥームスの指紋を引き延ばし、それが殺人現場で発見された指紋と一致することをスカリーに証明した。モルダーはトゥームスが肉体を自由に伸縮できるのではないかと考える。その夜、トゥームスは自らの体を引き延ばすことで煙突に侵入し、第4の殺人を犯す。
モルダーとスカリーはトゥームスの戸籍が存在しないことを知る。その後、2人は1933年の事件の捜査にあたったヘンリー・ベックマンのもとを訪れ、その時に撮影されたトゥームスの写真を見せてもらった。驚くべきことに、その容姿は60年間変化していなかった。2人はベックマンから聞いたトゥームスがかつて住んでいたアパートへ向かい、そこで新聞紙と胆汁でできた「巣」と犠牲者の遺品を発見する。モルダーはトゥームスが冬眠をするミュータントで、30年に1回目覚めて5人の人間の肝臓を食べるのではないかと推測する。2人がアパートを去った後、屋根裏に潜んでいたトゥームスが姿を現す。トゥームスはスカリーのネックレスを盗み取っていた。
2人はアパートを監視下に置いたが、コルトンはそれに協力しなかった。モルダーはスカリーのネックレスをアパートで発見し、スカリーにそれを伝えるために電話するが、スカリーのアパートの電話は切断されていた。トゥームスは通風孔からスカリーの部屋に侵入するが、駆け付けたモルダーによって逮捕された。その後、治療施設に送られたトゥームスは新聞紙を用いて新しい「巣」を作り始める。施設での検査を通して、モルダーとスカリーはトゥームスが特殊な筋肉と骨で身体をコントロールしていたこと、そして彼の代謝が急速に低下していることを知る。
トゥームスの部屋のドアにある食事を差し入れるための小窓が開いた。その小窓をトゥームスはじっと見つめたまま、薄ら笑いを浮かべる。

## 主題
本エピソードはミソロジーとは関係のないものではあったが、シリーズにとって重要な1作となった。「序章」と「ディープ・スロート」において、スカリーはモルダーを救出するために軍の職員と言い争ったり、モルダーを不当な批難から守るために言葉を注意深く選んだ上で報告書を書いたりしていた。しかし、本エピソードにおいて、スカリーはかつての同僚トム・コルトンを前にして、モルダーを支持するか組織内での保身のために行動するかのどちらかを選ばざるを得なくなった。これ以降のエピソードでは、スカリーがモルダーと自身のキャリアのどちらを取るべきかで逡巡する姿が描かれることになった。なお、スカリーを馬鹿にする同僚たちは現実世界における組織に従順な人間の象徴となっている。
スカリーに向けられる敵意はFBIという組織内の力学が真実の探求を阻むものになっているということを示唆するものである。スカリーは真実を追うための調査と犯罪を立証するための捜査をバランスよく行わなければならない立場に立たされた。FBI自体は（建前上）犯罪の立証のみを行う組織である。陰謀の真実を追求する任務はFBI捜査官にはない。このことが視聴者を苛立たせるのである。なぜなら、視聴者はFBIや裁判所が真実を明らかにするための組織だと信じているからである。

## 製作

### プリ・プロダクション
ミソロジーに属する2つのエピソードの後に放映された「スクィーズ」によって、X-ファイルというシリーズが宇宙人以外の超常現象を描けることが証明された。クリス・カーターはUFOに関連したエピソードだけではシリーズの人気を維持できないと考えていた。グレン・モーガンとジェームズ・ウォンは自分たちのオフィスにある通風孔を見たときに、「この中を人間が通ることができるだろうか」と考えたことが本エピソードの構想の土台となったと述べている。本エピソードは、犯人が隔年で殺人を犯すという点から『事件記者コルチャック』のテレビ映画第2作『魔界記者コルチャック/脳髄液を盗む男』（1973年）の内容と似ているが、脚本を担当した2人は切り裂きジャックやリチャード・ラミレスを参考にユジーン・ヴィクター・トゥームスというキャラクターを構築したと語っている。
カーターはフランスでフォワグラを食べた経験から、人間の肝臓を食べる殺人鬼というアイデアを思い付いたと述べている。一方、モーガンは自分たちが人間の肝臓に注目した理由を「肝臓は人間の臓器の中でも最も奇妙な臓器だから」だとしている。なお、トゥームスが冬眠のために巣を作るというアイデアはモーガンとウォンの発案である。2人はその設定をトゥームスに付与することによって、モルダーとスカリーがトゥームスを逮捕できなかった場合に、数週間後に本編に再登場させることができると考えていた。
トゥームスを演じたダグ・ハッチソンは当時33歳であったが、グレン・モーガンはハッチソンが童顔のために12歳ぐらいに見えると思ったと述べているなど、当初はハッチソンが若すぎてトゥームス役には合わないと考えられていた。しかし、オーディションの場でハッチソンが突然見せた被害者を襲撃する際の演技が脚本家2人に強い印象を残したため、ハッチソンがトゥームスを演じることが決まった。このとき、ハッチソンは『羊たちの沈黙』でアンソニー・ホプキンスが見せた静かな攻撃性を思い出しながら演じていたという。

### 撮影
トゥームスの家でのシーンの撮影にはバンクーバーのハスティング・ストリートにある家が使用された。換気口からトゥームズが被害者を監視するシーンの撮影の際には、撮影班が遅刻してしまい、別の作業員がすでに撮影場所で工事を始めていたが、工事を一時中断してもらうことができた。またそのシーンは夜のシーンであったためセットを暗くする必要があったが、コスト削減のために駐車場の薄暗いところでセットを組んで撮影された。第1話「序章」で使用されたアパートが、本エピソードにおいてはスカリーのアパートとして再利用された。
監督のロングストリートはあるシーンを撮影する際に、十分な台数のカメラを使用しなかったため撮影に失敗した。それ故に、ウォンはロングストリートが脚本に対する敬意を持っていないと非難した。そこで、ウォンはマイケル・ケイトルマンとともに、追加撮影を行いその撮影分を最終版に挿入した。ハッチソンも「稚拙な演技指導だった」とロングストリートを批判している。モーガンは「本エピソードの製作は問題だらけではあったが、ポスト・プロダクション作業で何とか持ち直すことができた。」と述べている。ドゥカヴニーも「監督は僕に連続殺人犯の捜査に心を躍らせるモルダーを演じて欲しいとのことだった。それを聞いた僕は『ええ！そんな馬鹿な。モルダーは生得的な衝動に突き動かされているのであって、倫理観に問題のある人間ではありませんよ。』と答えた」と述べている。

### ポスト・プロダクション
トゥームスが煙突から出てくるシーンを作るにあたって、狭い場所に出入りできる曲芸師のペッパーが雇われた。煙突をより狭く見せるために、「パイプというよりはベルトに似た」煙突が作られた。CGを使うことで、曲芸師の指を引き延ばした。プロデューサーのR・W・グッドウィンはペッパーが煙突の中に入ることしかできず、奥には進めないだろうと思っていた。しかし、その予想に反して、ペッパーは煙突の奥まで入ることができた。このため、製作スタッフは関節が鳴る音や骨がしなる音を付け加えるだけで済んだのである。
トゥームスがスカリーのアパートに侵入するシーンを撮影したとき、ハッチソンは現場に来られなかった。ハッチソンが出るシーンはクロマキーを用いて撮影し、それらをデジタル機器を用いて合成した。その際には、トゥームスが出てくる煙突が実際より狭く見えるような加工を施した。ただし、カーターと特殊効果の責任者を務めるマット・ベックの意見により、特殊効果は最小限に抑えられた。

## 評価
1993年9月24日、FOXは本エピソードをアメリカで初放映し、1110万人の視聴者（680万世帯）を獲得した。
グレン・モーガンはハッチソンの演技を絶賛し、「穴の中での演技の達人」「実に素晴らしい仕事をしてくれた」と評した。また、本エピソードによって、X-ファイルというシリーズがホラードラマとしても展開できることが証明された。
ユジーン・ヴィクター・トゥームスというモンスターは批評家からだけではなく、文化人からも極めて高い評価を得た。イギリスの作家ニール・ゲイマンはトゥームスを「お気に入りの怪物10選」に入れている。
『エンターテインメント・ウィークリー』は本エピソードにB+評価を下し、「シリーズの中でも重要なエピソードだ。」「ハッチソンの演技は視聴者を心底怖がらせる」と評価している。『バンクーバー・サン』は本エピソードがシリーズの一話完結型エピソードの中で最も優れた作品の一つと絶賛した。そして、「『スクィーズ』は
『続 スクィーズ』と並んで、テレビ史上最も怖かった作品の一つだ」と述べている。一方、『インデペンデント』のトーマス・サトクリフは「話の前提が滑稽だ」「モルダーがトゥームスの持つ能力を推測する様子を見るに、モルダーの推理力は人間の推理力をはるかに凌駕している。」と皮肉交じりに酷評した。

## 余談
- ハッチソンは本エピソードの前日譚「Dark He Was and Golden-Eyed」の脚本を自ら執筆してカーターに送りつけたが、契約の関係でカーターはそれを読まずに送り返さねばならなかった[10]。
- 1996年、エレン・スタイバーが本エピソードをヤングアダルト小説に翻案してハーパーコリンズから出版した[24]。
- 2008年に放送された『サンクチュアリ』のシーズン1第4話「ノーマッド～放浪者～」は本エピソードにインスパイアされたものである[25]。